# Vallecito (Kalifornien)
Vallecito (Spanisch für Kleines Tal) ist ein census-designated place (CDP) im Calaveras County im US-Bundesstaat Kalifornien mit 442 Einwohnern (Stand: 2020).

## Geschichte
Vallecito liegt auf dem ehemaligen Stammesgebiet der Miwok.
Vallecito war eine der wichtigsten Bergbaustätten Kaliforniens Mitte des 19. Jahrhunderts. 1849 wurde hier von den Murphy-Brüdern Gold entdeckt, daher hieß der Ort ursprünglich Murphys Diggings, woraus Murphys Old Diggings wurde, als sie zu den grüneren Weiden bei Murphys New Diggings, heute Murphys, weiterzogen. Vallecito blühte 1852 erneut auf, als extrem reiche Goldvorkommen entdeckt wurden, die praktisch durch das Stadtzentrum liefen. 1854 wurde ein Postamt eingerichtet, das noch heute genutzt wird.
Die Vallecito Bell (Glocke von Vallecito), die 1853 in Troy (New York) gegossen wurde, kam mit dem Schiff um Kap Hoorn herum. Sie wurde mit Geldern der Bewohner gekauft und 1854 nach Vallecito gebracht, wo sie in einer großen Eiche aufgehängt wurde. Sie diente dazu, die Menschen zusammenzurufen, bis am 16. Februar 1939 ein starker Wind den alten Baum umstürzte.
Vallecito wurde auch ein Reiseziel für Touristen. Zu den Besuchermagneten in der Umgebung zählt die Moaning Cavern. Der Ort ist als California Historical Landmark #273 registriert.